# Agelasimina

Estructura química de Agelasimina A

Las Agelasiminas son un grupo de adeninas bicíclicas relacionadas con diterpenos aislados de la esponja naranja Agelas mauritania. Sus estructuras químicas están estrechamente relacionados con las agelasinas .
Ambos grupos de compuestos exhiben una gama de actividades biológicas, tales como citotoxicidad, inhibición de la transferencia de adenosina en  eritrocitos de conejos (células rojas de la sangre), Ca2+ canal de acción antagonista, bloqueo α1 adrenérgico y otros.
Ambos compuestos se han reproducido en el laboratorio mediante síntesis orgánica .